# Василій (Дорошкевич)
Василій Дорошкевич (в миру Володимир Олексійович Дорошкевич; пол. Włodzimierz Doroszkiewicz; народився 15 березня 1914 в селі Тиси— помер 11 лютого 1998, Варшава). Предстоятель Польської Православної Церкви 1970-1998 рр.

## Біографія

### Освіта й священство
Майбутній предстоятель народився в невеличкому селі Циси, підпорядкованому парафії Воздвиження Хреста Господнього в Нареві, тодішнього Гайновського повіту, в селянській родині Олексія та Марії Дорошкевичів, був один із шести дітей.
У 1927–1936 роках навчався у духовній семінарії у Вільно. Закінчивши семінарію, він подав заяву про вступ на факультет православного богослов'я Варшавського університету. Його кандидатуру відхилили через заяву про білоруську національність в опитуванні. Потім він поїхав до Гродно, де єпископ Антоній (Марценко) скерував його працювати псаломщиком у православній парафії у Свіслочі. 6 вересня 1937  будучи одруженим,отримав від єпископа Сави (Совєтова) дияконські свячення.Той самий священнослужитель рекомендував йому навчатися в школі православної теології у Варшаві, завдяки чому цього разу Володимир Дорошкевич був прийнятий.
17 квітня 1938 року висвячений на священика.
Під час Другої світової війни був репресований як радянською, так і німецькою владою. Після закінчення військових дій позитивно ставився до запровадженого в Польщі соціалістичного ладу.
З 1946 по 1960 рік, керував роботами зі зведення парафіяльного храму. У 1957—1960 роках поєднував пастирське служіння з роботою викладача православної духовної семінарії у Варшаві.
З дружиною Маргаритою мав дочок Іраїду та Мирославу та сина Георгія(Єжи). Однак у 1959 році він вирішив розлучитися зі своєю дружиною і прийняти релігійні обітниці. За його власними спогадами, мотивом такого рішення було, окрім чернечого покликання, важке матеріальне становище родини.

### Єпископ
30 грудня 1959 р. Володимир Дорошкевич, у монастирі св. Онуфрія в Яблечній прийняв чернечий постриг, й прийняв ім’я Василій. 11 січня 1960 року йому надано сан архімандрита. 25 березня 1960 року в соборі св. Марії Магдалини у Варшаві, прийняв єпископський сан і був призначений вікарієм Варшавсько-Більської єпархії з титулом єпископа Більського.

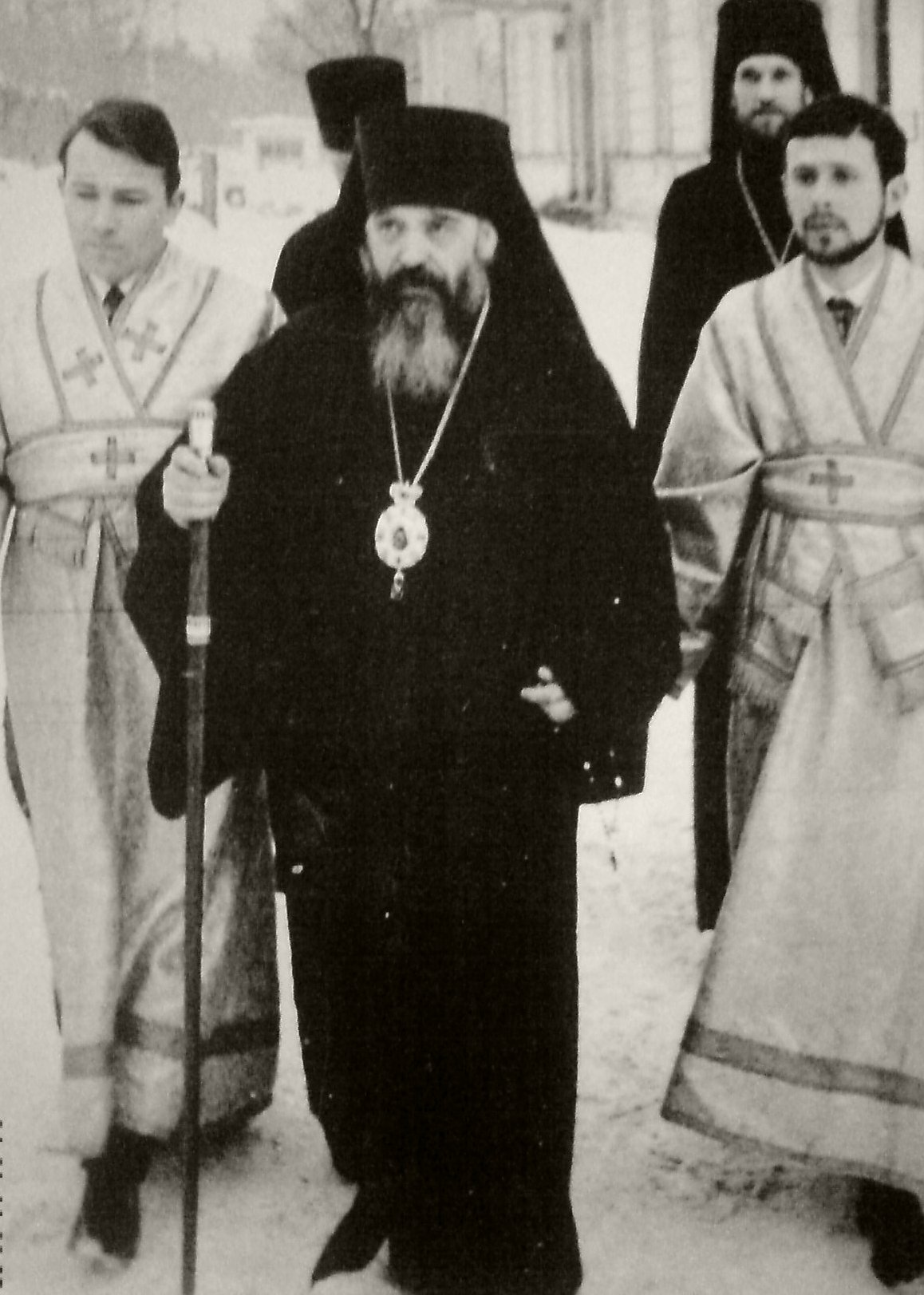
Архимандрит Василій (Дорошкевич) їде на Собор до Варшави на свою єпископську хіротонію у 1970 році

5 травня 1961 року єпископ Василій був переведений до Вроцлавсько-Щецинської єпархії. У новій єпархії він значно сприяв створенню її катедрального собору — собору Різдва Пресвятої Богородиці , влаштованого в колишньому храмі. У 1962 році на основі дисертації, присвяченої римо-католицькій маріології першої половини 20-го століття, він отримав ступінь магістра теології, завершивши таким чином навчання, розпочате ще до Другої світової війни.
Того ж року, після обрання архієпископа Тимофія митрополитом Варшави і всієї Польщі, єпископ Василій протестував проти цього рішення Собору Єпископів, оскільки воно суперечило положенням Статуту Церкви (за його словами,настоятель має обиратися місцевою радою). У 1962 році в записці управління у справах релігії єпископ Василій був описаний як «недалека» людина з невеликим політичним досвідом, пов’язана з «найвідданішими» колами Церкви. Чотири роки тому священика завербували до співпраці з СБ у Білостоці.
У Вроцлавсько-Щецинській єпархії єпископ Василій організував церковне життя серед людей, які були переселені на західні терени Польщі внаслідок операції «Вісла» та репатріації зі східних окраїн. Він створив 42 нові парафії. Також надсилав листи до управління у справах релігії, в яких наголошував на проблемах укомплектування парафій єпархії, низькому рівні освіти духовенства та пропонував організувати у Вроцлаві дворічні курси священичих свячень, а також надалі богословські студії в Християнської богословської академії. Владика Василій припустив, що курси могли б підготувати духовенство, яке вживає (диригує) польську мову для роботи в єпархії, що мало принести користь як Церкві, так і державі. Владика був прихильником полонізації своєї єпархії і неохоче ставився до українців, які проживали на її території. Він вважав, що в їхній громаді може відродитися український націоналізм, який потім призведе до внутрішніх конфліктів у Церкві, перешкоджаючи її нормальному функціонуванню.
Єпископ Василій (Дорошкевич) працював над створенням православної єпархії на території Підкарпаття, яка мала стати базою для місіонерської діяльності серед греко-католиків - українців і лемків.

### Митрополит Варшавський і всієї Польщі
24 січня 1970 році владику Василія було обрано предстоятелем Православної Церкви в Польщі. Державна влада підтримала кандидатуру владики Василя як ново предстоятеля Польської Православної Церкви через зміст поданих ним раніше меморандумів із позиціями щодо перетворень у Церкві ,та нової національної політики ПАПЦ.
Інтронізація нового Глави Церкви відбувалися 1 березня 1970 року в соборі Святої Марії Магдалини у Варшаві під проводом Грузинського Патріарха Єфрема II. Також за участі делегацій Константинопольського патріархату, Румунського патріархату, Сербського, Болгарського, Грузинського, Грецького , Московського патріархатів, Церкви Чеських земель і Словаччини.

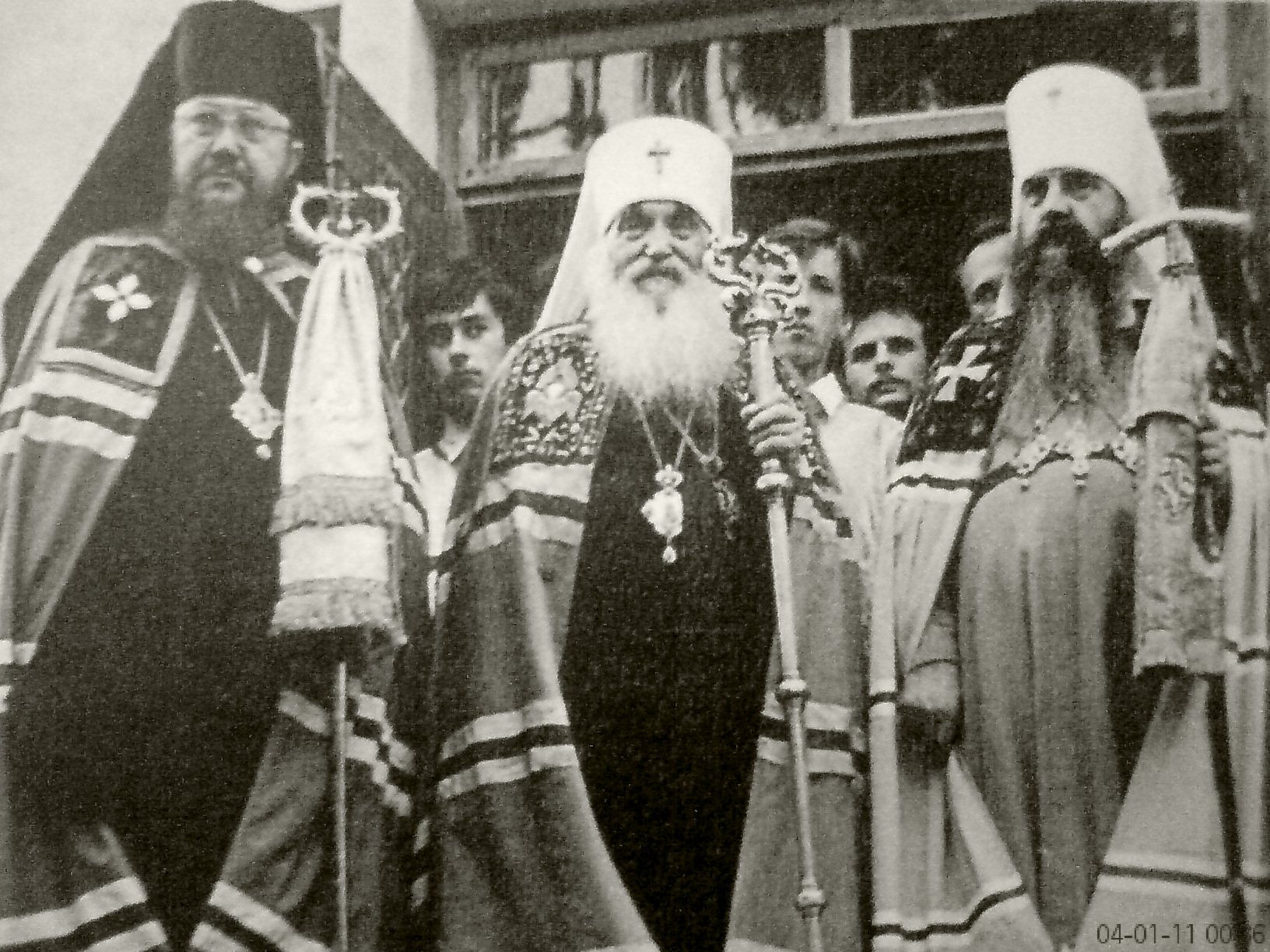
Архиєпископ Сава (Грицуняк), Митрополит Василій (Дорошкевич) та Митрополит Філарет (Вахромєєв) під час паломництва на Святу Гору Грабарку

12 жовтня 1970 року митрополит заснував у Вроцлаві польськомовну парафію святих Кирила і Мефодія, на той час єдину душпастирську установу такого роду в Польщі. Він був переконаний, що лише полонізація душпастирства в єпархії запобіжить розвитку міжнаціональних конфліктів на її території, а також припинить відхід вірних до Католицької Церкви. 
У рік обрання митрополита Василія на предстоятельство, за його участю було завершено роботу над новим внутрішнім статутом Польської Автокефальної Православної Церкви, та статутом парафії. Того ж року Собор єпископів під керівництвом митрополита також реорганізував школи, якими керувала Церква, зокрема духовну семінарію у Варшаві. 
Як голова ПАПЦ Василій (Дорошкевич) сприяв відновленню Благовіщенського монастиря в Супраслі та заснуванню монастирів у Войнові , Білостоці-Дойлідах та Вуйковичах ,а також сприяв  будівництву понад 100 церков і каплиць по всій країні. Крім того, під час своєї каденції митрополита Варшави і всієї Польщі було засновано дві нові єпархії: Перемишсько-Новосанчівську (після багаторічних зусиль митрополита вона нарешті була заснована в 1983 р.) і Люблінсько-Холмську (у 1989 р.). 
У 1994 році розпочав свою діяльність Православний Ординаріат Війська Польського, який діяв на правах єпархії. Митрополит Василій також прийняв до юрисдикції ПAПЦ автономну Португальську Православну Церкву та дві парафії в Італії.
У 1994 р. канонізував о. Максима Сандовича (відтоді відомий як святий Максим Горлицький), що стало першою подібною подією в Церкві.

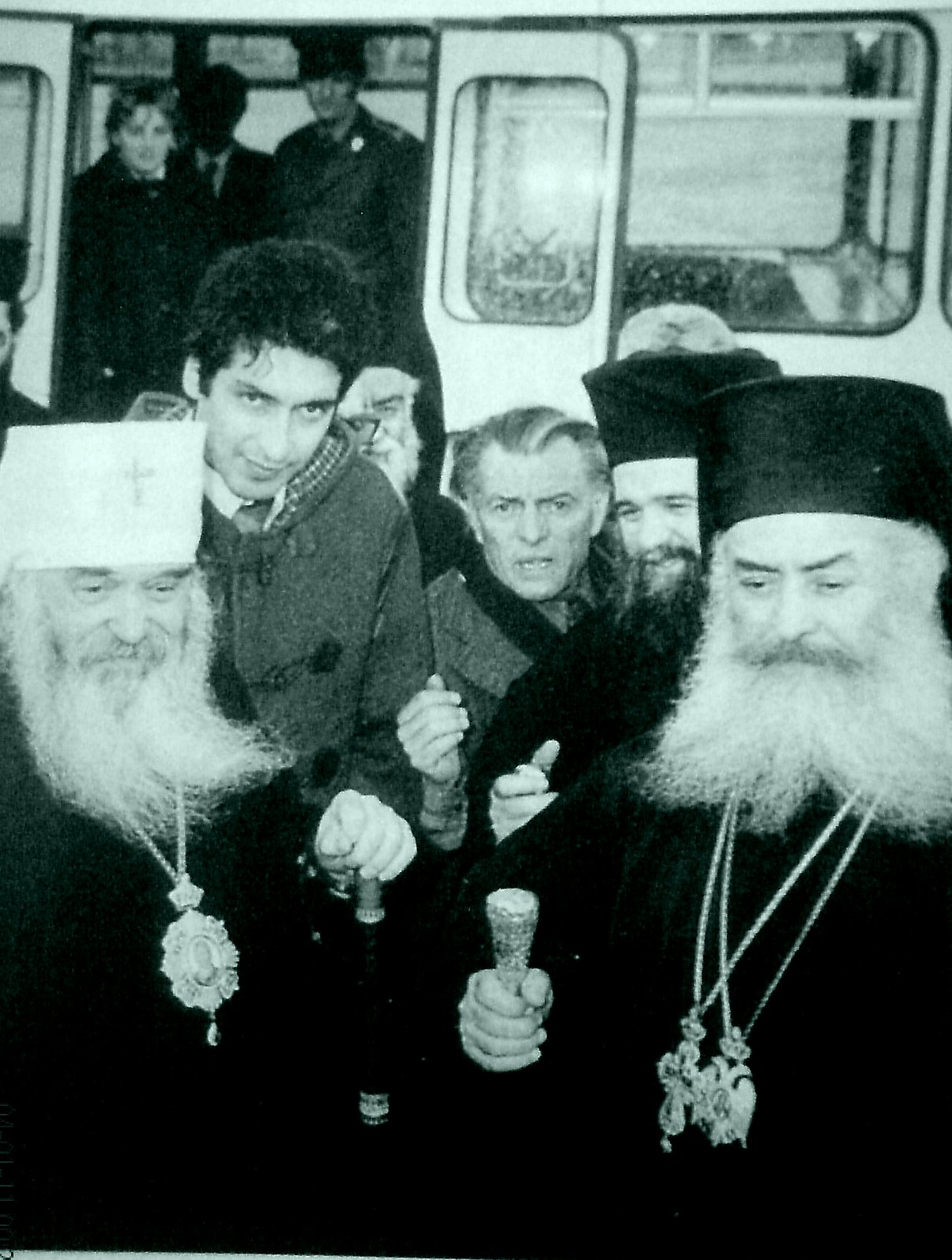
Митрополит Варшавський і всієї Польщі Василій і Архієпископ Афінський і всієї Греції Серафим

Митрополит Василій розвинув широку співпрацю з іншими помісними Православними Церквами. За час перебування на посаді він відвідав Константинопольську Православну Церкву, Грецьку Православну Церкву, Болгарську Православну Церкву, Румунську Православну Церкву, Православну Церкву Чеських земель і Словаччини, Православну Церкву в Америці, автономну Фінську Православну Церкву та московський патріархат.
Він також був учасником екуменічного руху: брав участь у роботі Християнської мирної конференції та був віце-президентом Польської екуменічної ради. Митрополит розвивав благодійну та громадську діяльність Польської Православної Церкви. 
У 1991 році ініціював створення на парафії св. Михаїла Архистратига Вищої іконографічної студії, а в 1996 р. — Студії псаломщиків і диригентів православних церков у Гайнівці. Також сприяв створенню нових організацій, що об’єднували мирян Церкви, зокрема Братства православної молоді.
Помер у Варшаві внаслідок інсульту. В останній місяць життя, коли він перебував у лікарні, він не міг виконувати свої митрополичі обов’язки. Чин похорону відбувся 13 лютого 1998 року в кафедральному соборі у Варшаві в присутності представників Константинопольського Патріархату (митрополита Паризького Єремії) та московського патріархату (митрополита Волоколамського Питирима (Нєчаєва) ), представників державної влади та інших християнських Церков, що діють у Польщі. Похований на православному цвинтарі у Волі.

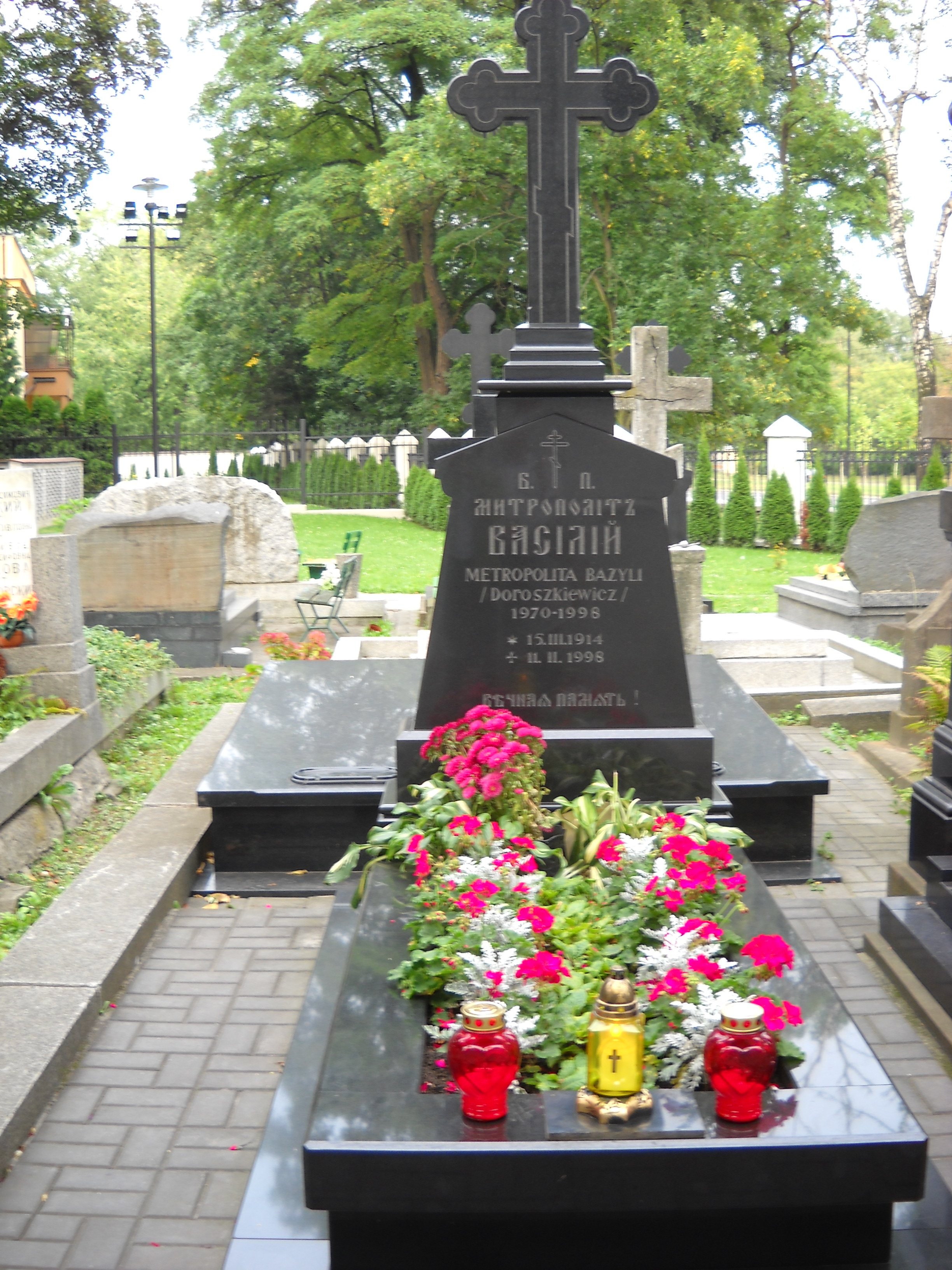
Могила Василія (Дорошкевича), митрополита Варшавського і Польського

Антоній Миронович високо оцінює період керівництва Митрополита Василія в Польській Православній Церкві, наголошуючи на всебічному розвитку Церкви в той час. Він також зазначає, що на цей процес також вплинули політичні зміни, які відбуваються в Польщі. На думку Пйотра Ґерента період коли Василій (Дорошкевич) керував Церквою, був важливим і важким, у якому було розпочато низку ініціатив, важливих для її розвитку.